# Hyphomicrobiaceae
Die Hyphomicrobiaceae sind eine Familie von Bakterien. Sie zählen zu den Proteobacteria.

## Merkmale
Die Familie ist, was die Morphologie und Physiologie der Mitglieder angeht, sehr vielseitig. Die Gattung Aquabacter ist stäbchenförmig, capsal und besitzt Gasvesikel. Sie ist normalerweise nicht begeißelt, nur unter bestimmten Bedingungen wird ein einzelnes Flagellum gebildet. Der Typstamm der Art (Stand: Februar 2020), A. spiritensis wurde aus dem See Spirit Lake am Mount St. Helens isoliert, ungefähr ein Jahr nach dem Ausbruch von 1980. Methylorhabdus ist stäbchenförmig und nicht begeißelt.
Viele Mitglieder zählen zu den prosthekaten Bakterien (vergleiche die Familie der Caulobacteraceae), tragen also Zellanhängsel. Diese werden als Hyphen bezeichnet. Auch "knospende Bakterien" sind in der Familie enthalten. Hierbei erfolgt keine binäre Zellteilung, stattdessen werden Tochterzellen an den Hyphen gebildet. Hierzu zählen z. B. Pedomicrobium, Rhodomicorobium und Hyphomicrobium. Auf die Hyphen verweist der Name der Gattung und der Familie.
Die Bildung von Endosporen findet bei der Familie nicht statt.

## Stoffwechsel
Die meisten Vertreter sind chemoorganoheterotrophh (vergleiche Stoff- und Energiewechsel) und auf Sauerstoff angewiesen, also aerob. Die früher in dieser Familie geführte Gattung Ancalomicrobium kann auch unter Sauerstoffausschluss wachsen (anaerob) und gewinnt Energie durch Denitrifikation oder durch die Gemischte Säuregärung. Hierbei fermentiert es Glucose zu Acetat, Lactat, Formiat, Succinat und H2 und CO2.
Einige Arten sind auch in der Lage, organische Verbindungen mit nur einem Kohlenstoff-Atom zur Energiegewinnung und als Kohlenstoffquelle für das Wachstum zu nutzen. Man spricht von den fakultativ methylotrophen Bakterien. Hierzu zählen z. B. Arten von Hyphomicrobium, die Art Methylorhabdus multivorans und Angulomicrobium tetraedrale. Hyphomicrobium nutzt u. a. Methanol,  Methylamin, Formaldehyd und Formiat. Nitrat dient als Elektronenakzeptor. Ein Stamm von Hyphomicrobium kann auch Dichlormethan als einzige Kohlenstoff- und Energiequelle nutzen.
Angulomicrobium zeigt Wachstum mit jeweils Methanol oder Formiat als einzige Kohlenstoffquelle. Mit CO2, H2 und O2 kann es auch chemolithoautotroph wachsen. Auch ein Stamm von Hyphomicrobium kann chemolithotroph wachsen, es benutzt hierzu Wasserstoff als Elektronenspender (Elektronendonator). Einige Gattungen, wie Blastochlorisi, Rhodomicrobium und Rhodoplanes sind unter anaeroben Bedingungen, also unter Ausschluss von Sauerstoff, fakultativ photoheterotroph, können also Energie durch Photosynthese gewinnen. Sie zählen zu der Gruppe der Nichtschwefel-Purpurbakterien. Sie benötigen aber zusätzlich noch organische Nährstoffe und sind daher nicht autotroph. Wenn Sauerstoff vorhanden ist, erfolgt die Zellatmung. Arten von Blastochloris können allerdings auch photoautotroph wachsen. Ein Isolat von Blastochloris sulfoviridis kann im Licht unter anaeroben Bedingungen Toluol als Kohlenstoffquelle nutzen.

## Chemotaxonomische Merkmale

cis-Vaccensäure

Die häufigsten Fettsäuren sind C18:1ω-7c (cis-Omega-7-Octadecensäure oder cis-Vaccensäure), 11-Methyl-C18:1ω-7c und C16:0 (Hexadecansäure, Palmitinsäure) und C18:0 (Octadecansäure, Stearinsäure). Die am häufigsten vorkommenden Ubichinone sind Ubichinon-10 oder Ubichinon-9 und etwas seltener Ubichinon-11. In den phototrophen Arten kommen Menachinone und Rhodochinone vor.

## Systematik
Die Hyphomicrobiaceae zählen zu der Ordnung der Hyphomicrobiales der Alphaproteobacteria (Stand: Oktober 2020). Bis 2020 wurde sie den Rhizobiales zugeordnet. Aufgrund von Analysen von 16S-rRNA Sequenzen wurden im Laufe der Zeit einige taxonomische Umstellungen durchgeführt, es folgen einige Beispiele: Einige Arten, die ursprünglich zu den Hyphomicrobiaceae zählten, wurden in andere Familien, zum Teil neu gebildete Familien, gestellt. So wurde z. B. die Art Hyphomicrobium neptunium der Gattung Hyphomonas der Familie der Hyphomonadaceae als Hyphomonas neptunium neu zugeordnet. Die Art Hyphomicrobium indicum wurde als Photobacterium indicum reklassifiziert. Diese Art zählt nun zu den Vibrionaceae innerhalb der Gammaproteobacteria. Zwei Arten von Prosthecomicrobium wurden zu der neu erstellten Gattung Bauldia transferiert, welche im Jahr 2020 zu der Familie der Kaistiaceae, Ordnung Hyphomicrobiales gestellt wurde. Rhodopseudomonas rosea wurde als Typspezies der neuen Gattung Rhodoplanes als Rhodoplanes roseus comb. nov. umklassifiziert und wird nun der Familie Nitrobacteraceae zugeordnet. Die Art Rhodopseudomonas cryptolactis wurde zu der Gattung Rhodoplanes gestellt und als Rhodoplanes cryptolactis geführt, seit 2017 wird sie als Rhodoplanes tepidamans bezeichnet. Die früheren Arten Rhodopseudomonas viridis und Rhodopseudomonas sulfoviridis wurden zu der neu aufgestellten Gattung Blastochloris transferiert und nun ebenfalls innerhalb der Familie Nitrobacteraceae geführt. Die Gattungen Angulomicrobium,  Aquabacter wurde zu der Familie Xanthobacteraceae transferiert. Die Gattungen Devosia und  Cucumibacter wurden zu der im Jahr 2020 neu aufgestellten Familie Devosiaceae gestellt. Auch die Familie Blastochloridaceae wurde 2020 neu gebildet und die Gattung Blastochloris dorthin transferiert.  
Aufgrund dieser Umstellungen und Aufstellung neuer Familien umfasst die Familie Hyphomicrobiaceae im Januar 2021 nur noch 12 Gattungen, im Jahr 2020 wurden noch über 20 Gattungen den Hyphomicrobiaceae zugestellt. Es folgt eine Liste einiger der im Januar 2021 geführten Gattungen der Familie Hyphomicrobiaceae:
- Filomicrobium
- Gemmiger
- Hyphomicrobium, die Typusgattung
- Methylorhabdus
- Pedomicrobium
- Pelagibacterium
- Prosthecomicrobium
- Rhodomicrobium
- Seliberia

## Ökologie
Die Arten der Hyphomicrobiaceae sind in fast allen Habitaten aufzufinden, so im Süß- wie auch im Meerwasser, Böden, Brackwasser und in Gewässern mit hohen Salzwerten (hypersalin). So sind die Arten von Hyphomicrobium in Böden und in aquatischen Lebensräumen weit verbreitet. Pedomicrobium wurde u. a. aus Böden, z. B. Podsol-Boden, Süßwasser, Meerwasser und eisenhaltigen Quellen isoliert. Seliberia wurde aus Böden und Süßwasser isoliert.
Prosthekate Bakterien wie Hyphomicrobium und Prosthecomicrobium wurden im Süßwasser, Brack- und Meerwasser, im Grundwasser und im Boden gefunden. Die Fortsätze der Zellen (Prosthekaten) bringen einen Vorteil innerhalb oligotrophen (nährstoffarmen) Biotopen, da die Oberfläche der Zelle für die Aufnahme von Nährstoffen vergrößert wird und somit die Nahrungsknappheit besser ausgeglichen werden kann. So kommt Hyphomicrobium auch in Laborwasser, Brunnen, Wasserhähnen oder ähnlichen Quellen vor.

Dichlormethan

Der Stamm Hyphomicrobium spec. DM2 ist auch in der Lage, Dichlormethan als einzige Kohlenstoff- und Energiequelle zu nutzen. Dichlormethan ist eine stark wasserlösliche halogenierte Verbindung, die für die meisten Organismen, einschließlich des Menschen, stark giftig ist. Unter natürlichen Umweltbedingungen tritt sie nur in sehr geringen Mengen auf, während sie in der Industrie sehr häufig als Lösungsmittel genutzt wird. Von daher hat die Präsenz von Dichlormethan in der Umwelt seit den 1960er Jahren stark zugenommen. Bakterien, die in der Lage sind  Dichlormethan abzubauen, sind daher von Interesse für die Bioremediation von Ökosystemen.
Die früher in der Familie geführte Art Devosia neptuniae wurde von der zu den Hülsenfrüchtlern zählenden Pflanzenart Wassermimose (Neptunia natans) isoliert. Diese Pflanzenart kommt in subtropischen und tropischen Gewässern vor. Das Bakterium besitzt Gene für die Stickstofffixierung und Knöllchenbildung (Nodulation, vergleiche Knöllchenbakterien). Devosia yakushimensis wurde aus Wurzelknöllchen von Kudzu (Pueraria montana), ebenfalls zu den Hülsenfrüchtlern zählend, isoliert. Ob es sich hierbei um eine Symbiose handeln könnte, war bis 2014 noch nicht geklärt. Die Gattung Devosia wurde im Jahr 2020 zu der neu aufgestellten Familie Devosiaceae transferiert.
Pedomicrobium zählt zu den eisen- bzw. manganfällenden Bakterien. Es oxidiert Eisen und Mangan und lagert das gebildete Fe(III) und Mn(IV) an der Zelloberfläche ab. Es wird angenommen, dass die Bakterien dadurch den organischen Anteil von Eisen- und Mangan-Chelaten, wie z. B. von Eisenfulvaten und Huminsäuren für ihren Stoffwechsel nutzbar machen. Die Oxidation von Eisen und Mangan wird also nicht direkt zur Energiegewinnung genutzt, es handelt sich nicht um chemolithotrophe Bakterien.